# (10088) Digne
(10088) Digne es un asteroide que forma parte del cinturón de asteroides y fue descubierto por Eric Walter Elst el 22 de septiembre de 1990 desde el Observatorio de La Silla, Chile.

## Designación y nombre
Digne fue designado al principio como 1990 SG8.
Más adelante, en 1999, se nombró por la ciudad francesa de Digne-les-Bains.

## Características orbitales
Digne orbita a una distancia media del Sol de 2,341 ua, pudiendo alejarse hasta 2,771 ua y acercarse hasta 1,91 ua. Su inclinación orbital es 3,446 grados y la excentricidad 0,184. Emplea en completar una órbita alrededor del Sol 1308 días. El movimiento de Digne sobre el fondo estelar es de 0,2752 grados por día.

## Características físicas
La magnitud absoluta de Digne es 13,7.